# Superficie cartesiana esplicita
Una funzione {\displaystyle z=f(x,y)} di classe {\displaystyle C^{1}} definita nell'insieme aperto {\displaystyle \Omega }, rappresenta una superficie cartesiana esplicita.

## Piano tangente
Se la superficie è differenziabile in tutti i punti {\displaystyle (x_{0},y_{0},z_{0})} della superficie allora esiste il piano tangente:
{\displaystyle \zeta =f(x_{0},y_{0})+f_{x}(x-x_{0})+f_{y}(y-y_{0})}

## Normale
Noto il piano tangente si possono definire due vettori normali:
{\displaystyle {\vec {n}}=\pm \{f_{x},f_{y},-1\}}
e quindi normalizzando otteniamo due versori normali:
{\displaystyle {\vec {n}}=\pm {\frac {\{f_{x},f_{y},-1\}}{\sqrt {f_{x}^{2}+f_{y}^{2}+1}}}}

## Area di una superficie cartesiana esplicita
L'area di una superficie cartesiana esplicita è data dalla somma di tutte le superfici infinitesime che vogliamo approssimino la nostra superficie. Al limite di queste superfici infinitesime che tendono a zero (o ugualmente al limite del numero di superfici infinitesime che tende all'infinito) la somma tende all'integrale:
{\displaystyle A(S)=\iint _{\Omega }{\sqrt {f_{x}^{2}+f_{y}^{2}+1}}\,dxdy}

## Parametrizzazione
Qualsiasi superficie cartesiana esplicita si può parametrizzare:
{\displaystyle {\begin{cases}x=u\\y=v\\z=\phi (u,v)\end{cases}}}
In tal modo valgono tutte le considerazioni fatte per le superfici parametriche.